# Ptychadena newtoni
Ptychadena newtoni là một loài ếch trong họ Ptychadenidae. Chúng là loài đặc hữu của São Tomé và Príncipe.
Các môi trường sống tự nhiên của chúng là đầm nước, đầm nước ngọt, đất canh tác, các đồn điền, vườn nông thôn, urban areas, các khu rừng trước đây bị suy thoái nặng nề, ponds, và kênh đào và mương rãnh. Loài này đang bị đe dọa do mất môi trường sống.